# Sebastiano Fraghì
Sebastiano Fraghì (* 12. Juli 1903 in Ozieri, Provinz Sassari, Italien; † 22. Juli 1985 in Oristano) war Erzbischof von Oristano.

## Leben
Fraghì studierte an den Priesterseminaren von Ozieri, Sassari und Cuglieri. Am 29. Juli 1928 empfing er die Priesterweihe. Nachdem er zum Doctor theologiae promoviert wurde, arbeitete er am Heiligen Offizium.
Papst Pius XII. ernannte ihn am 23. September 1947 zum Erzbischof von Oristano. Die Bischofsweihe spendete ihm am 8. Dezember desselben Jahres Francesco Cogoni, Bischof von Ozieri; Mitkonsekratoren waren Lorenzo Maria Balconi, emeritierter Apostolischer Vikar von Hanzhong, und Nicolò Frazioli, Bischof von Bosa. 1961 fand unter Fraghis Leitung eine Diözesansynode in Oristano statt. Von 1962 bis 1965 nahm er als Konzilsvater am Zweiten Vatikanischen Konzil teil.
Papst Johannes Paul II. nahm am 14. Dezember 1978 sein altersbedingtes Rücktrittsgesuch an. Sebastiano Fraghì starb 1985, kurz nach seinem 82. Geburtstag.